# Toppkeller

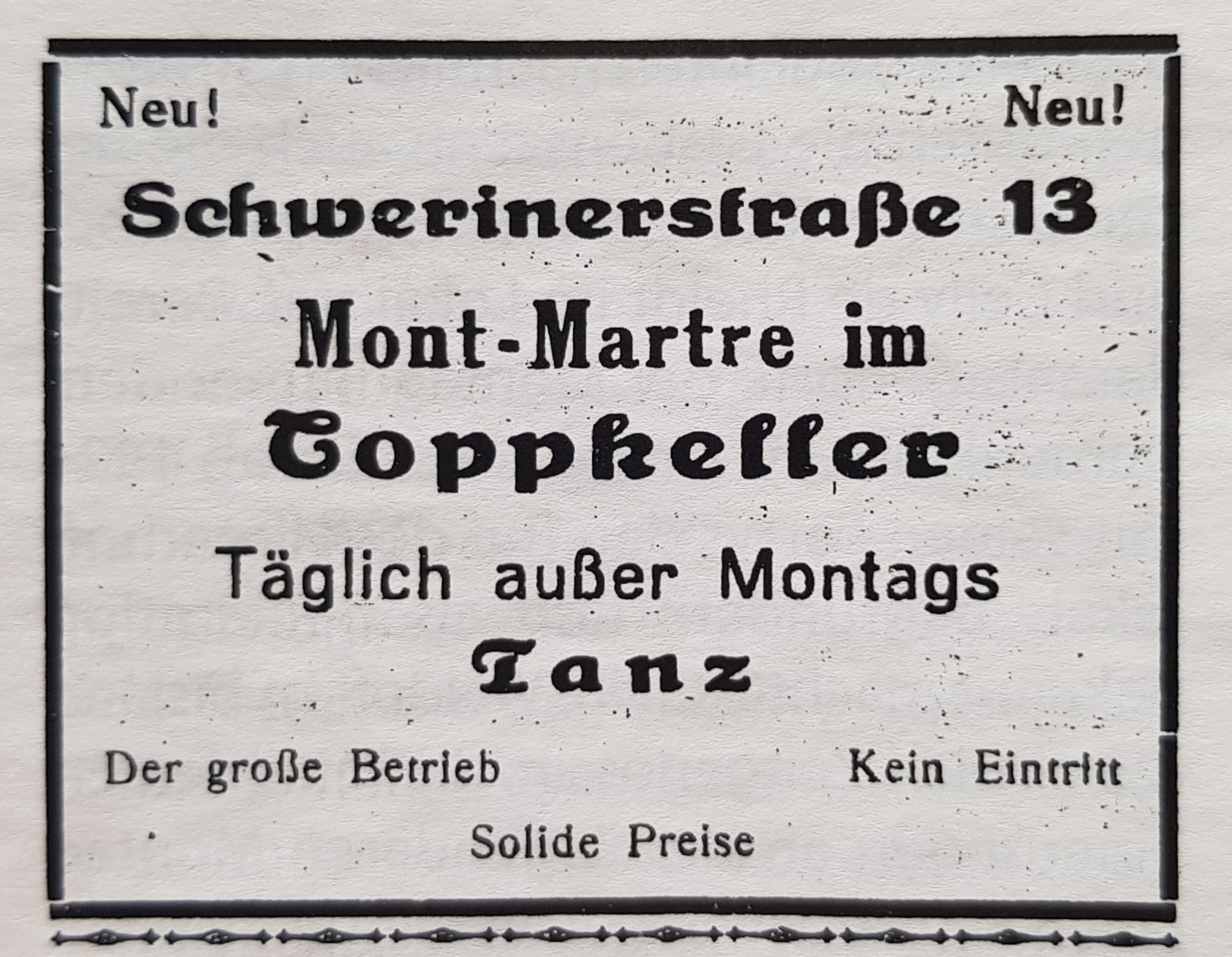
Annonce du Toppkeller de 1929

Le Toppkeller était un lieu de divertissement à Berlin. Il a existé de 1924 à 1930 et était l'un des lieux de danse et de rencontre culturelle les plus connus de la scène lesbienne berlinoise de l'époque. Il était surtout connu pour son atmosphère ouverte et permissive.

## Histoire
Le Toppkeller était un des 85 bars pour femmes lesbiennes et bisexuelles de Berlin des années 1920. Les débuts exacts du Toppkeller en tant que lieu de manifestation lesbien sont difficiles à déterminer dans le temps. Déjà sous l'Empire, il y avait au même endroit à Schöneberg un local appelé Westend-Ressource (Ressources de l'Ouest; en allemand), rebaptisé plus tard Gründers Festsäle (Salle des fêtes des Gründers; en allemand), du nom des propriétaires Wilhelm et Wilhelmine Gründer. Comme pour de nombreuses salles des fêtes, les locaux étaient attribués à des organisateurs qui veillaient ainsi à ce qu'ils soient remplis.
En 1924, le club de dames Lotterieverein Die Pyramide (Association de loterie La Pyramide; en allemand), qui se réunit désormais tous les lundis à partir de 21 heures et qui était présidé par quelques dames âgées, établit la réputation du Toppkeller comme lieu de rencontre lesbien. À partir de 1927, des manifestations lesbiennes y ont lieu tous les jours. Deux des organisatrices sont connues par des surnoms, la Zigeunerlotte et la Rheinische Käthe. En 1928, le photographe Umbo exposa des portraits dans la Toppkeller lors de l'une de ses premières expositions. Le 13 avril de la même année, le cabaret Die Unmöglichen (Les Impossibles; en allemand), fondé par Dinah Nelken, Paul Marcus et Rolf Gero, s'y installa pour la première fois, mais déménagea peu de temps après dans une autre salle du numéro 31 de la rue Lutherstraße, à la suite d'une réprimande des autorités. En 1929, l'aubergiste Willy Dubrau reprit le Toppkeller du couple Gründer, mais le changement resta sans conséquence par ailleurs. En 1930, le Toppkeller a fermé ses portes.

## Lieu

13 de la Schwerinstraße à Schöneberg, de nos jours

Le Toppkeller, appelé également le Topp par ses habitués, se trouvait dans la troisième arrière-cour du 13 de la rue Schwerinstraße à Schöneberg. Pour y accéder, il fallait traverser un long couloir sombre et descendre un escalier depuis la rue, puis traverser un vestibule pour arriver à la salle proprement dite. Les rapports contemporains du Toppkeller mentionnent qu'il était particulièrement délabré, les tenanciers n'investissant manifestement aucunement dans les salles. Ruth Margarete Roellig décrit la salle comme "vieille, laide, décorée à l'excès de guirlandes en papier multicolores et bon marché, destinées à masquer artificiellement son pauvre aspect filandreux". Selon Roellig, la salle était de "taille raisonnable", une peinture de Rudolf Schlichter de 1925, intitulée Damenkneipe (Bar pour dames; en allemand), représentant le Toppkeller, montre une pièce avec des tables non couvertes, assez grande pour accueillir quelques centaines de personnes.

## Fréquentations
Comme beaucoup d'autres établissements lesbiens, le Toppkeller était ouvert aux hommes, qui venaient souvent pour des raisons de voyeurisme et qui étaient tolérés en tant que Zechemacher (Faiseur de zézettes; en allemand), c'est-à-dire des clients qui augmentaient le chiffre d'affaires. En plus de ces derniers et du public lesbien proprement dit, il y avait aussi, selon certains rapports, de nombreuses prostituées parmi le public. Le Toppkeller était en outre considéré comme une bourse, c'est-à-dire un lieu de rencontre pour les femmes lesbiennes qui souhaitaient s'épanouir sexuellement.
Le Toppkeller s'est rapidement acquis d'un public très varié, y compris sur le plan social, en raison de l'ambiance très décontractée et permissive, des prix avantageux et des fréquentes manifestations gratuites. Gertrude Sandmann rapportait : « Tout s'y rencontrait vraiment : l'universitaire comme la vendeuse, la "dame de la rue" comme la dame de la société, les artistes célèbres comme l'ouvrière ». Claire Waldoff décrivait le public comme un mélange hétéroclite de peintres, de modèles, de peintres connus de Paris, de belles femmes élégantes et de petits employés amoureux. Marlene Dietrich, Anita Berber, Celly de Rheidt, Hilde Radusch et Susi Wannowsky faisaient également partie des clients réguliers, tout comme Charlotte Wolff, qui vivait le lieu de manière ambivalente : « À une certaine heure, les portes étaient verrouillées. On se sentait alors plus enfermé que sécurisé. ».